# Rhynchagrotis insularis
Rhynchagrotis insularis là một loài bướm đêm trong họ Noctuidae.